# 306 هـ
306 هـ هي سنة في التقويم الهجري امتدت مقابلةً في التقويم الميلادي بين سنتي 918 و919.

## مواليد
- الحسن بن زولاق
- الدارقطني
- ابن فارس
- الشيخ الصدوق
- محمد بن عبد الله الجوزقي

## وفيات
- أبو عبد الله بن الجلاء
- ابن سريج
- الحسين بن حمدان التغلبي
- عمر بن حفصون
- وكيع القاضي